# Le Jeune Rajah
Pour plus de détails, voir Fiche technique et Distribution.

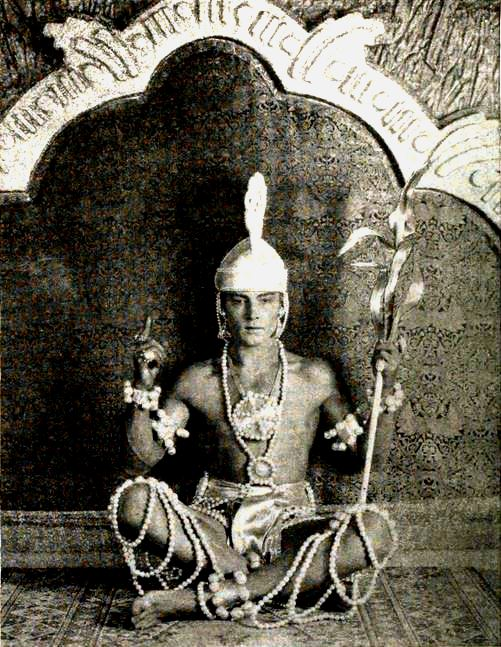
Rudolph Valentino

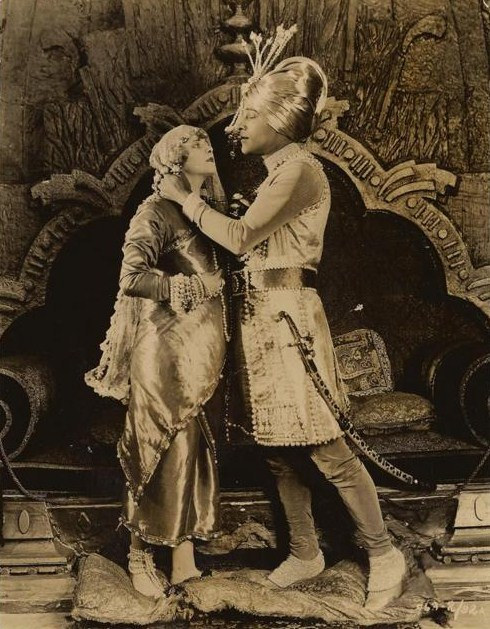
Wanda Hawley et Rudolph Valentino

Le Jeune Rajah (The Young Rajah) est un film muet américain réalisé par Phil Rosen, sorti en 1922.

## Fiche technique
- Titre original : The Young Rajah
- Réalisation : Phil Rosen
- Scénario : June Mathis d'après un roman de John Ames Mitchell et la pièce Amos Judd de Alethea Luce
- Production : Jeffery Masino et Tracy Ryan Terhune (version alternative 2006)
- Société de production et de distribution: Paramount Pictures et Famous Players-Lasky Corporation
- Musique : Jon Mirsalis (version alternative 2006)
- Photographie : James Van Trees
- Costumes : Natacha Rambova
- Pays de production : États-Unis
- Format : Noir et blanc - 35 mm - 1,33:1 - film muet
- Genre : Drame
- Durée : 54 minutes
- Date de sortie :
  - États-Unis : 12 novembre 1922

## Distribution
- Rudolph Valentino : Amos Judd
- Charles Ogle : Joshua Judd
- Fanny Midgley : Sarah Judd
- George Periolat : Général Devi Das Gadi
- George Field : Prince Rajanya Paikparra Munsingh
- Bertram Grassby : Maharajah Ali Khan
- Josef Swickard : Narada
- William Boyd : Stephen Van Kovert
- Robert Ober : Horace Bennett
- Jack Giddings : Austin Slade, Jr.
- Wanda Hawley : Molly Cabot
- Edward Jobson : John Cabot
- J. Farrell MacDonald : Amhad Beg
- Spottiswoode Aitken : Caleb
- Joseph Harrington : Dr. Fettiplace
- Julanne Johnston : Danseuse
- Pat Moore : Amos enfant
- Maude Wayne : Miss Elsie Van Kovert